# Eremisca heleni
Eremisca heleni heleni là một phân loài ruồi trong họ Asilidae. Eremisca heleni heleni được Efflatoun miêu tả năm 1934. Phân loài này phân bố ở vùng Cổ Bắc giới và châu Á.